# Pandanus spathulatus
Pandanus spathulatus är en enhjärtbladig växtart som beskrevs av Ugolino Martelli. Pandanus spathulatus ingår i släktet Pandanus och familjen Pandanaceae.
Artens utbredningsområde är Mauritius. Inga underarter finns listade.